# Мобилизация на Украине (с 2022)
Всео́бщая мобилиза́ция на Украи́не была объявлена 24 февраля 2022 года в связи с началом вторжения России на Украину, Государство запретило мужчинам призывного возраста покидать страну для того, чтобы их можно было призвать воевать в любое время. 
Владимир Зеленский также объявил военное положение. Согласно ему все мужчины в возрасте от 25 до 60 лет считались военнообязанными и могли быть мобилизованы, если у них не было права на отсрочку. При этом мужчинам, подлежащим мобилизации, вопреки закону и Конституции, запрещён выезд из страны. В первые недели и месяцы после начала российского вторжения сотни тысяч граждан Украины добровольно присоединились к военным структурам, отправившись на фронт. Этот коллективный энтузиазм оказал существенное влияние на отражение первого наступления российских сил.
Поскольку война с Россией затягивается, Киеву в условиях позиционной войны, отсутствия прогресса на поле боя и десятков тысяч солдат, убитых или раненых, становится всё труднее находить новых солдат для замены своих войск на передовой. Это способствовало обострению напряженности между украинскими военными и президентом Владимиром Зеленским, который в декабре 2023 года предупредил, что в стране предполагается мобилизация до полумиллиона человек.
Процесс мобилизации на Украине сопровождается широкомасштабной выдачей призывных повесток в общественных местах и возникновением конфликтов между сотрудниками территориальных центров комплектования (ТЦК) и гражданами. Периодически поступают сообщения о возможном произвольном задержании людей на улицах и их транспортировке в ТЦК даже без вручения призывных повесток.
С течением мобилизации всё больше мужчин избегают призыва на военную службу, и звучат призывы к демобилизации тех, кто уже длительное время находится на передовой. По информации украинских властей, было возбуждено около десятки тысяч уголовных дел по факту уклонения от мобилизации.
По мере того как в стране набирали обороты призывные кампании, в социальных сетях начали появляться тревожные сообщения о случаях, когда офицеры снимали мужчин с поездов и автобусов и отправляли их на фронт. Некоторые люди, обладающие достаточными финансовыми возможностями, пытались уклониться от службы, часто покупая медицинские освобождения. К концу лета 2023 года эти коррупционные эпизоды стали настолько широко распространёнными, что 11 августа президент Украины Владимир Зеленский принял решение уволить руководителей призывных пунктов во всех регионах страны.

## История

### 2022
В соответствии с объявлением военного положения, последовавшим за вторжением, мужчины в возрасте от 18 до 60 лет должны оставаться в Украине, явиться в местные военкоматы и пройти медицинское обследование для возможной службы. Существует несколько исключений, в том числе поступление в университет, инвалидность или наличие как минимум троих детей. Многие женщины также служат в украинской армии, в том числе на боевых должностях, но они добровольцы, а не призывники.
Было объявлено, что мобилизация будет проводиться с 25 февраля 2022 в течение 90 суток и что мобилизовать будут в том числе резервистов. Мобилизация проводится во всех регионах. Генеральный штаб должен определить «очерёдность и объёмы» мобилизованных, а правительство — обеспечить необходимое финансирование. Головы областных администраций должны «обеспечить создание и работу областных, районных и городских медкомиссий», уточняется в указе. Президент Владимир Зеленский не поддержал петиции о разрешении мужчинам в возрасте от 18 до 60 лет выезжать из страны за рубеж. В мае 2022 года Верховная рада продлила военное положение и мобилизацию на Украине сразу на 90 суток, до 23 августа.
22 июня 2022 года в Верховную раду поступил законопроект, запрещающий мужчинам призывного возраста выезжать за границу на время действия военного положения. Предполагается, что круг лиц, которым будет сделано исключение, будет определяться законом «О мобилизационной подготовке и мобилизации».
В июле 2022 года Украина ввела систему разрешений, запрещающих призывникам покидать свой регион, чтобы помочь ВСУ найти потенциальных призывников. Украинское руководство заявило, что призыв на военную службу будет происходить волнами, начиная с тех, кто имеет предыдущий военный опыт, и будет отражать потребности армии в дополнение к примерно 100 000 украинских гражданских лиц, которые завербовались в Силы территориальной обороны ВСУ сразу после российского вторжения.
В том же месяце министерство обороны Украины постановило, что с октября в военных комиссариатах все женщины, получившие образование по специальностям в области химии, биологии, телекоммуникаций, должны будут встать на воинский учёт. В министерстве пояснили, что все военнообязанные женщины не смогут выезжать за границу во время военного положения.
В августе Верховная рада продлила военное положение и всеобщую мобилизацию до 21 ноября 2022 года. В том же месяце Украина предприняла реализацию информационной кампании «Обновляй данные в ТЦК». Инициатива направлена на стимулирование граждан Украины к обновлению личных данных в территориальных центрах комплектования с целью подготовки к призыву на военную службу.
В сентябре заместитель министра обороны Украины Анна Маляр заявила о готовящемся переносе сроков постановки женщин на воинский учёт на следующий год, она уточнила: «Минобороны в рамках полномочий подготовило указ, которым в очередной раз отсрочило сроки принятия женщин определённых профессий/специальностей на воинский учёт ещё на год — до 1 октября 2023 года».
В начале ноября президент Украины Владимир Зеленский подписал законопроекты о продлении военного положения и всеобщей мобилизации сроком на 90 дней до 19 февраля 2023 года.
В конце декабря 2022 года на рассмотрение Верховной рады был внесён правительственный законопроект, направленный на ужесточение правил мобилизации в ВСУ и ужесточение ответственности за уклонение от воинской службы. Этот документ подвергся критике, вызвав растущую поляризацию общества.
Одним из недавних вопросов является усиление проверок на границе и инициатива ряда территориальных центров комплектования и социальной поддержки в распределении приглашений для проверки данных мужчин. Социальные сети стали площадкой для обсуждения данного законопроекта. В закрытых группах пользователи делились деталями и обсуждали способы избежать блокпостов, где распределяются повестки. Это стало местом для выражения недовольства граждан, выражающих убеждение, что мобилизация затрагивает лишь обычных граждан, не затрагивая представителей правящей партии.
Спустя долгое время очередей у военкоматов для мобилизации граждан уже не было. Участились случаи раздачи повесток на улицах украинских населённых пунктов и дорожных блокпостах.

### 2023
В начале февраля народный депутат Ярослав Железняк сообщил, что в ближайшее время Верховная рада снова продлит сроки действия военного положения и общей мобилизации на три месяца.
Издание Time в октябре 2023 года сообщило, что ВСУ вынуждены призывать на военную службу граждан всё более старшего возраста, в результате чего средний возраст солдата вырос до 43 лет.
В ноябре 2023 года официальный представитель Госпогранслужбы Украины Андрей Демченко сообщил об уклонении от военной службы и несоблюдении правил мобилизации. По его данным, за последние 10 месяцев 43 тысячам граждан Украины было отказано в выезде через границу. Генерал Валерий Залужный заявил, что процесс набора персонала необходимо пересмотреть, «чтобы нарастить наши резервы», при этом он и другие официальные лица не предложили особой альтернативы всеобщей мобилизации.
19 декабря во время пресс-конференции Владимир Зеленский заявил, что военное руководство Украины запросило на 2024 год призвать 450—500 тысяч человек. Спустя несколько дней Залужный заявил СМИ, что заявил, что эта цифра учитывает планы военных и прогнозы возможных потерь. По его словам, Генштаб консультировался с Министерством обороны по законопроекту, но окончательный вариант был работой правительства, поскольку военные не имеют законодательной власти.
26 декабря Зеленский заявил, что «это правильно», когда депутаты и военные совместно определяют численность войск и другие потребности на следующий год, проводя открытые слушания. Он также отметил, что его офис будет ждать окончательного текста закона.
26 декабря главнокомандующий ВСУ Валерий Залужный впервые пообщался с украинскими журналистами. В ходе этого общения он выразил недовольство работой территориальных центров комплектования (ТЦК). Он отметил, что будет рад любым способам привлечения людей в ряды ВСУ, но подчеркнул, что инициатива по рассылке электронных повесток и включению «уклончан» в реестр должников не исходит от Генштаба или ВСУ. Главнокомандующий заверил, что необходимо увеличить количество людей, чтобы заменить тех, кто уже длительное время сражается на передовой, а также компенсировать ожидаемые потери в 2024 году.
В конце 2023 года в Верховной раде Украины был представлен правительственный законопроект, направленный на ужесточение процедур мобилизации в стране. Одним из ключевых предложений является снижение призывного возраста с 27 до 25 лет. Дополнительно предлагается изменить систему классификации граждан, разделив их на «годен» и «не годен» к военной службе, исключив категорию «ограниченно годен».
В фокусе изменений также упрощение процесса вручения повесток. Согласно законопроекту, их можно вручать как лично, так и через электронные средства, включая электронные кабинеты и почту. Для тех, кто уклоняется от призыва, предусмотрены определённые ограничения, включая запрет на выезд за границу, ограничения по операциям с имуществом, вождение транспортных средств и получение кредитов.

### 2024
С осени 2023 года, когда Россия активизировала свои действия на востоке Украины и начала продвигаться вперёд, стала очевидной острая потребность в пополнении численности войск. В начале 2024 года был захвачен город Авдеевка, что усилило напряжённость в зоне конфликта.
Украинское руководство неоднократно заявляло, что в ВСУ существует дефицит кадров. В 2024 году власти страны планировали мобилизацию новых военнослужащих для восполнения потерь и замены тех, кто уже долгое время находится на передовой.
1 января 2024 года украинский Forbes сообщил, что власти обсуждают возможность освобождения от военной службы мужчин, которые официально имеют высокие заработные платы. По данным издания, это относится к тем гражданам, которые отчисляют в бюджет около 6000 гривен в месяц. При этом IT-специалистам для освобождения от мобилизации необходимо получать около 3200 долларов.
4 января в украинском парламенте состоялся комитет, на котором были рассмотрены предложенные изменения в правилах мобилизации. Эти изменения должны были позволить Киеву увеличить количество мобилизованных и усилить санкции за уклонение от призыва на фоне продолжающейся войны с Россией. Однако предложения встретили критику со стороны общественности и некоторых политиков. Уполномоченный парламента по правам человека заявил, что некоторые из них являются неконституционными.
6 февраля Верховная Рада продлила военное положение и мобилизацию до 13 мая (документ о продлении военного положения поддержали 335 депутатов, выступивших против либо воздержавшихся не было, не голосовали 20 человек).
7 февраля 2024 года депутаты Верховной Рады приняли в первом чтении обновлённый законопроект о мобилизации, который был разработан после того, как предыдущий проект закона о повышении воинских званий столкнулся с трудностями при рассмотрении. Предварительно депутаты одобрили обновлённый проект закона. Он позволил бы снизить возраст призыва в армию и усложнит возможность уклонения от службы, поскольку Украина активно ищет достаточное количество военнослужащих для защиты от российской агрессии.
В апреле 2024 года президент Украины Владимир Зеленский подписал закон, снижающий предельный возраст призыва по мобилизации до 25 лет. Также им был подписан закон, отменяющий категорию здоровья «ограниченно годный». Граждане, ранее признанные «ограниченно годными», должны пройти повторное медицинское обследование.
С мая 2024 в Украине на службу в ВСУ начинают призывать заключенных. Министр юстиции Денис Малюська рассказал, что в Украине переполнены учреждения исполнения наказаний. По его оценкам, около 10-20 тысяч заключенных можно было бы мобилизовать. В то же время точное количество будет зависеть от подхода. Ещё в начале полномасштабной войны президент Украины помиловал 363 заключённых, которые захотели пойти в армию. Это были в том числе бывшие военнослужащие и ветераны боевых действий в Донбассе, которые отбывали наказание в заключении. По словам заместителя министра юстиции Украины Евгения Пикалова по состоянию на май 2025 года 8500 бывших заключенных уже вступили в украинскую армию.
В октябре 2024 года власти Украины сообщили, что всеобщая мобилизация в стране будет продолжаться до февраля 2025 года, и в ряды ВСУ в соответствии с планом будет призвано ещё 160 тысяч человек. По словам секретаря Совета национальной безопасности и обороны Александра Литвиненко, к концу октября 2024 года было мобилизовано 1 млн 50 тысяч человек.
По информации The Times от начала октября 2024 года, к концу году планы Украины по мобилизации составляют 200 тысяч человек, при этом их выполнение маловероятно по причине сопротивления граждан мобилизации и небольшого количества пригодных к военной службе мужчин призывного возраста.
По данным Генеральной прокуратуры Украины, с начала вторжения России на Украину в отношении украинских военных по фактам дезертирства и самовольного оставления воинских частей было возбуждено более 95 тысяч уголовных дел, что по подсчётам Би-би-си составляет около 10 % армии Украины. Источник издания в Генеральном штабе ВСУ сообщил, что реальные количество правонарушений больше — около 100—150 тысяч. Высокопоставленный источник Би-би-си в государственных структурах Украины связал рост таких правонарушений с усталостью и насильной мобилизацией. В сентябре дезертирство и самовольное оставление воинской части было декриминализовано, но только отношении военнослужащих, совершивших это в первый раз.

### 2025
В феврале 2025 года Украина запустила программу по заключению контракта с добровольцами в возрасте от 18 до 24 лет. В обмен на годовой контракт предполагается выплата 1 миллиона гривен и ипотечный кредит с 0% переплаты. К апрелю 2025 года в рамках программы контракт заключили менее 500 человек.

## Ход мобилизации

### Попытки избежать мобилизации
По информации BBC, после начала вторжения России и ограничения на выезд тысячи мужчин покинули Украину, иногда при помощи взяток. Часть из них пытается выехать из Украины в Румынию, чаще всего через Карпаты. По информации Румынии, озвученной BBC в июне 2023 года, 6200 украинских мужчин перебрались в страну нелегально, ещё 20 000 пересекли границу на основании различных льгот. По сообщениям украинской стороны, пытаясь пересечь границу, более 90 человек либо утонули в реке Тисе, либо замёрзли в горах. Некоторые из тех, кто остались в стране, пользуются групповыми чатами в Telegram, в которых сообщается, где происходят облавы. Существуют чаты для отдельных регионов и городов. В некоторых из них насчитывается более 100 тысяч человек.
По данным украинской пограничной службы, 13 600 украинцев были задержаны при попытке незаконного пересечения границы и ещё 6100 — арестованы за использование поддельных документов при выезде за рубеж, что, как отмечает издание, составило численность 5 бригад ВСУ.
Глава Центра военно-правовых исследований Александр Мусиенко высказывает критику в адрес украинских властей за неудачный подход к коммуникации с обществом в вопросе мобилизации. Он подчёркивает, что после иссякшего потока добровольцев власти сделали упор на принуждение. Свидетельством этого являются распространённые в социальных сетях видео, демонстрирующие принудительное распределение повесток на блокпостах и уличные аресты мужчин сотрудниками территориальных центров комплектования. Мусиенко также подчёркивает, что негативный контекст мобилизации дополняется дискриминационными законопроектами, ограничивающими конституционные права.
3 января 2024 года государственная пограничная служба Украины сообщила о задержании 12 мужчин, пытавшихся незаконно пересечь границу с Венгрией. Во время попытки скрыться от пограничников был открыт предупредительный огонь. Помогавшему в переходе границы посреднику мужчины уплатили по 12 тысяч гривен каждый. На задержанных были составлены протоколы об административных правонарушениях, включая незаконное пересечение границы и неповиновение требованию пограничников. Пограничная служба также сообщила о задержании двух украинцев при попытке незаконного перехода границы с Молдовой.
В апреле 2024 года вышла статья в The Economist, описывающая ход мобилизации. Одесские сотрудники территориальных центров комплектования названы «безжалостными» и «часто силой вытаскивающими своих жертв из городских автобусов, спортивных залов и железнодорожных вокзалов». Также их сравнили с рыбаками, ловящими жертв: «Офицеры прячутся возле автобусных остановок и останавливают отправляющиеся автобусы, проверяя документы у любого парня, который соответствует профилю». Депутат Руслан Горбенко в комментарии The Economist сказал, что в большинстве случаев подобным насильственным задержаниям подвергаются дезертиры, а не призывники. При этом сотрудники ТЦК от комментариев отказались, а армейские офицеры сказали, что эта тема им неприятна.

### Нападения на ТЦК и их сотрудников
В начале февраля 2025 года в Павлограде, Ровно и Каменце-Подольском были взорваны три ТЦК. По информации СБУ и национальной полиции Украины, с начала 2024 года было задержано 457 человек, причастных к подготовке и реализации подобных взрывов, покушениям на сотрудников военкоматов, а также полицейских. По мнению украинских силовиков, все задержанные были завербованы российской стороной.

### Коррупция
В региональных призывных центрах процветает коррупция: офицеры берут взятки, чтобы помочь мужчинам избежать призыва в армию.
Согласно расследованию, проведённому «Украинской правдой» в июне 2022 года, военком из Одесской области купил недвижимость и автомобили на миллионы долларов в прибрежной зоне Испании. Офицер Егор Смирнов был уволен и отправлен на передовую, и этот случай побудил Зеленского заказать проверку всей системы, проведенную несколькими органами национальной безопасности и правоохранительными органами.
11 августа 2023 года президент Украины Владимир Зеленский отстранил от должностей всех 24 региональных руководителей, отвечающих за мобилизацию после обвинений во взятках и запугиваний. Он заявил: «Управлять этой системой должны люди, точно знающие, что такое война и почему цинизм и взяточничество во время войны — это государственная измена».
По информации BBC, источники на Западной Украине сообщают о том, что существует месячная оплата за избежание мобилизации.
Президент Украины Владимир Зеленский отстранил от должностей всех региональных руководителей, отвечающих за мобилизацию после обвинений во взятках и запугиваний.
Financial Times сообщило о правительственном расследовании на Украине, благодаря которому удалось выявить коррупцию в 11 мобилизационных центрах. Стоимость медицинской справки, дающей право освобождения от военной службы, составляла 6000 долларов. Это расследование было вызвано делом против Евгения Борисова, главы Одесского областного призывного центра, которому в июле 2023 года было предъявлено обвинение в получении взяток на общую сумму 5 млн долларов (от 2 до 10 тыс. долларов с человека). Подобным образом военком, вероятно, освободил от военной службы тысячи человек.
25 августа 2023 года СБУ сообщила о задержании четырёх сотрудников военных комиссариатов и военно-медицинских комиссий за взятки в размере 10 тысяч долларов США за выдачу фиктивных документов о непригодности для военной службы.
В статье The Economist от апреля 2024 года сообщается, что ранее получить документы на выезд из Украины можно было, дав взятку коррумпированному чиновнику, но сейчас это практически невозможно, так как потребность в людях на передовой крайне сильна, и при этом добровольцем уже никто не идёт.
21 января 2025 года по подозрению в незаконном обогащении на сумму в 1 млн долларов США с начала вторжения России на Украину был задержан главный психиатр украинской армии. При обыске у него было изъято 152 тысячи долларов и 34 тысячи евро.

### Закон о ужесточении мобилизации на Украине
25 декабря 2023 года в Верховной раде Украины был представлен законопроект, разработанный правительством. Этот документ направлен на усиление мер по мобилизации в стране. Законопроект предполагает увеличение количества призывников и ужесточение наказания за уклонение от военной службы. Одним из ключевых изменений является снижение призывного возраста с 27 до 25 лет. Кроме того, предлагалось изменить систему классификации граждан — теперь они будут делиться на две категории: «годен» и «не годен» к военной службе, а категория «ограниченно годен» будет упразднена. Основная цель предложенных изменений — восполнение кадрового дефицита в Вооружённых силах Украины.
Этот вариант законопроекта вызвал бурное обсуждение в обществе и подвергся критике. Он был отклонён депутатами и отправлен на доработку. Законопроект вызвал недовольство в украинском обществе из-за процесса призыва в армию, который называли коррупционным и всё более агрессивным. Многие депутаты заявили, что некоторые положения законопроекта, например, запрет на покупку недвижимости для уклоняющихся от призыва, могут нарушать права человека.
Многие депутаты, включая представителей правящей партии «Слуга народа», выразили обеспокоенность в связи с предлагаемыми мерами, особенно в отношении инвалидов и уклонистов от службы в армии. Они также опасаются, что опора на местные органы власти может усугубить существующие проблемы. Алексей Гончаренко, депутат от «Европейской солидарности», отметил, что законопроект стал неприемлемым по своей форме и был внесен в парламент в «беспорядочном» порядке, что свидетельствует о стремлении правительства избежать политической ответственности. Депутат от партии «Голос» Соломия Бобровская заявила, что выбор времени был выбран таким образом, чтобы «никто не заметил», высмеивая это как «большевистскую» тактику. Она также раскритиковала некоторые элементы законопроекта. Ирина Фриз предположила, что Зеленский пытается дистанцироваться от законопроекта, чтобы защитить свой рейтинг. Первый заместитель председателя парламента и бывший глава партии «Слуга народа» Александр Корниенко опроверг эту версию, добавив, что законопроект был создан совместно с военными.
Законопроект был представлен в рождественскую ночь от имени премьер-министра Дениса Шмыгаля, а не президента Владимира Зеленского. Эксперты отмечают, что вносить законопроект в Раду должен был именно президент, а не правительство. При этом комментировать документ не входит в обязанности главнокомандующего ВСУ Залужного. Некоторые эксперты восприняли это как признак того, что президент опасается, что его высокий рейтинг популярности может пострадать, и что местные чиновники могут замедлить реализацию закона из-за страха перед снижением своей популярности.
Министр цифровой трансформации Михаил Фёдоров заявил, что правительственное суперприложение «Дия», запущенное под его руководством и скачанное миллионами украинцев, не будет использоваться для отправки уведомлений о проектах. Депутаты от оппозиции раскритиковали различные аспекты законопроекта, такие как ограничения на финансовые операции уклонистов от призыва.
Министр обороны Украины Рустем Умеров заявил, что правительство стало работать над изменениями. Он выразил разочарование по поводу решения законодателей, заявив, что мобилизация была «политизирована и зашла в тупик».
Президент Владимир Зеленский попросил своё правительство и армию представить дополнительные аргументы в поддержку этого шага: «Я не видел достаточно четких деталей, чтобы сказать, что нам нужно мобилизовать полмиллиона». Военные предположили, что массовая мобилизация является проблемой для гражданского правительства, и такой ответ может усугубить назревающую напряженность между Зеленским и Валерием Залужным..
11 апреля 2024 года газета The New York Times выпустила статью о принятии Верховной радой Украины закона о мобилизации, которая в течение первых месяцев 2024 года вызывала разногласия между украинским парламентом и обществом.
После долгих политических дискуссий украинский парламент принял закон, направленный на увеличение численности военнослужащих в рядах Вооруженных сил Украины. Это решение было принято из-за того, что армия испытывает серьёзные нагрузки в условиях продолжающегося конфликта на востоке страны.

## В культуре
Словарь современного украинского языка и сленга «Мыслово» назвал «бусификацию» словом 2024 года. Этимологически данный термин восходит к «бусик» — народному названию микроавтобусов, которые используются территориальными центрами комплектования в ходе принудительной мобилизации для транспортировки задержанных граждан.

## Оценки
Основатель исследовательской социологической компании Active Group Андрей Ерёменко указывает на изменения в общественном восприятии мобилизации. Согласно опросу за 2023 год, более 70 % украинцев не поддерживают всеобщую мобилизацию. Ерёменко отмечает, что общество стало более поляризованным по этому вопросу, сокращаясь количество тех, кто выражает среднее мнение.
Эксперты и военное руководство Украины отмечают необходимость мобилизации для поддержания численности подразделений, замены демобилизуемых и формирования резерва для возможных контрнаступлений. Однако, как подчёркивает глава Центра военно-правовых исследований Александр Мусиенко, существует проблема недостатка людей в армии, требующая решения. Эксперты высказывают мнение, что необходимо изменить стратегию с принуждения на формирование мотивации для вступления в армию. Это предполагает изменение информационной кампании, развёртывание курсов довоенной подготовки в регионах и создание условий для обсуждения опыта службы с демобилизованными ветеранами.
В феврале 2024 года глава ситуационного центра по Украине при министерстве обороны ФРГ Кристиан Фройдинг заявил, что подразделениям ВСУ, которые сражаются уже почти два года, необходимо дать возможность восстановиться, и подчеркнул, что для успешной защиты следует увеличить численность вооружённых сил. Фройдинг критически отреагировал на сообщения о расколе между президентом Владимиром Зеленским и главнокомандующим ВСУ Валерием Залужным.
По оценкам журналиста издания Reportagen (Швейцария) Шуры Буртина, за последние 1,5 года в общественные настроения на Украине претерпели значительные изменения: дезертирство стало обыденностью, на фронте заметна нехватка личного состава, многие граждане боятся вероятной мобилизации.

## Правовые основы
За уклонение от мобилизации предусмотрена уголовная ответственность, предполагающая штраф или тюремный срок до 3 лет. В случае наличия медицинских противопоказаний или необходимостью ухода за одиноким родителем предусмотрена отсрочка от мобилизации.